# Jan Popiel (1914–2003)
Jan Chościak Popiel herbu Sulima (ur. 28 stycznia 1914 w Brodnicy, zm. 21 listopada 2003 w Starej Wsi) – polski jezuita, doktor filozofii, profesor, prowincjał  Prowincji Polski Południowej Towarzystwa Jezusowego.

## Życiorys i działalność
Był synem Michała Chościak-Popiela i Jadwigi Mańkowskiej. Dzieciństwo i młodość spędził w Wójczy, w rodzinnym majątku ziemskim Popielów. Po ukończeniu szkoły średniej w Stella Matutina (Feldkirch, Austria, 1926–1932) wstąpił do nowicjatu jezuitów 8 maja 1933 w Starej Wsi. W latach 1935–1938 studiował filozofię na Wydziale Filozoficznym Towarzystwa Jezusowego w Krakowie (dzisiejsze Ignatianum), gdzie uzyskał licencjat kościelny.
W momencie rozpoczęcia II wojny światowej przebywał w Lublinie, który opuścił po rozpoczęciu aresztowań jezuitów. Wrócił do domu rodzinnego w Wójczy, następnie rozpoczął tajnie studia teologiczne w Warszawie i Nowym Sączu. W 1941 przyjął święcenia kapłańskie z rąk biskupa Stanisława Galla.
Od 1945 studiował filozofię i historię sztuki na Uniwersytecie Jagiellońskim w Krakowie, a następnie na Uniwersytecie Warszawskim, gdzie uzyskał magisterium z filozofii (estetyka). Promotorem jego pracy magisterskiej i doktorskiej (Estetyka sztuki sakralnej, obronionej w 1963) był prof. Władysław Tatarkiewicz. Od roku 1969 był profesorem zwyczajnym Wydziału Filozoficznego Towarzystwa Jezusowego w Krakowie i jego dziekanem (1982–1985). Wykładał m.in. historię filozofii i estetykę na Wydziale Filozoficznym Jezuitów w Krakowie, Papieskim Wydziale Teologicznym w Krakowie i w Wyższych Seminariach Duchownych diecezjalnych (Śląskim, Częstochowskim) oraz zakonnych (Ojców Dominikanów i Paulinów). Wykładał także na Gregorianie w Rzymie.
Popiel pełnił odpowiedzialne funkcje zakonne i kościelne. W latach 1950–1957 był rektorem Kolegium Jezuitów w Krakowie, a okresie 1973–1977 prowincjałem południowej prowincji jezuitów. Działał w Komisji Episkopatu Polski oraz Komisji Archidiecezjalnej w Krakowie ds. sztuki kościelnej i konserwacji zabytków. Był autorem kilku książek oraz kilkudziesięciu artykułów z historii sztuki i historii filozofii. Posługiwał się biegle językiem angielskim, niemieckim, francuskim i włoskim. Znał także łacinę i grekę.

## Książki
- Rozmowy o modlitwie
- Szkoła modlitwy